# Thomas de Ringstead
Thomas de Ringstead (mort en 1366) est un dominicain anglais devenu évêque de Bangor.
Ringstead est éduqué à Cambridge, où il apprend la théologie. Il devient ensuite dominicain, étudie en France et en Italie et est nommé pénitencier du pape Innocent VI qui, le 21 août 1357, le nomme évêque de Bangor. Il meurt au monastère dominicain de Shrewsbury le 8 janvier 1366.